# SOLIDAR
SOLIDAR ist ein Netzwerk von zivilgesellschaftlichen Organisationen (CSOs), die sich für die Förderung der sozialen Gerechtigkeit durch einen gerechten Übergang in Europa und weltweit einsetzen. Sie hat über 50 Mitgliedsorganisationen (28 Vollmitglieder, 21 Affiliate-Mitglieder, 4 strategische Partner) in 24 Ländern (davon 19 EU-Länder).
Das Netzwerk wurde 1948 gegründet und hieß Internationales Arbeiterhilfswerk (International Workers Aid). Organisationen der Sozialdemokratie aus Deutschland, der Schweiz und Österreich nahestehende Personen initiierten die Gründung. Die Arbeit erfolgte zunächst ehrenamtlich in Bonn. Die zunehmende Bedeutung der EU führte 1995 zu der Entscheidung, den Sitz nach Brüssel zu verlegen, ein Vollzeitsekretariat mit dem neuen Namen SOLIDAR einzurichten. Das Netzwerk wird aus Mitgliedsbeiträgen und EU-Projektmitteln finanziert.
SOLIDAR organisiert seine Arbeit durch die SOLIDAR Stiftung für progressive Bildung und Bürgerbeteiligung. Der Zweck der Stiftung ist es, sowohl die externe politische Arbeit als auch die internen Bildungsbedürfnisse zusammenzubringen.
Mission von SOLIDAR ist, die Mitgliedsorganisationen bei ihrer Arbeit zu unterstützen, die Interessenvertretung und politischer Einfluss, Erfahrungsaustausch und der Zugang zu Finanzmitteln. Die Vision von SOLIDAR ist eine Welt, die von Solidarität, Frieden, sozialer Gerechtigkeit und nachhaltiger Entwicklung definiert ist und in einem sozialen Vertrag organisiert ist, der universelle Menschenrechte und Freiheiten, menschenwürdige Arbeit und ein anständiges Leben für alle garantiert.
SOLIDAR hat einen Vorstand, der auf der Jahreshauptversammlung gewählt wird. Die Arbeit wird durch ein Sekretariat in Brüssel koordiniert. Es gibt verschiedene Politikteams (Social Affairs, International Cooperation, Education & Life Long Learning), Arbeitsgruppen und Foren (Zusammenarbeit vor Ort und ad hoc).

## Mitglieder
Zu den 28 Vollmitgliedern gehören unter anderem:
- Arbeiter-Samariter-Bund
- Arbeiterwohlfahrt
- Foundation for European Progressive Studies
- Solidar Suisse
- Weltweite Evangelische Allianz